# Histiotus velatus
Histiotus velatus és una espècie de ratpenat de la família dels vespertiliònids. Viu a l'Argentina, Bolívia i el Brasil. El seu hàbitat natural són els boscos. Es tracta d'un animal insectívor. Es desconeix si hi ha cap amenaça significativa per a la supervivència d'aquesta espècie.
El seu nom específic, velatus, significa «velat» o «ocult» en llatí i es refereix a la peculiar disposició de les seves orelles.